# Draco beccarii
Espèce
Draco beccarii est une espèce de sauriens de la famille des Agamidae.

## Répartition
Cette espèce est endémique de Sulawesi en Indonésie. Elle se rencontre dans l'est de l'île de Sulawesi et sur Buton, sur Kabaena et sur Muna.

## Étymologie
Cette espèce est nommée en l'honneur d'Odoardo Beccari qui a collecté les spécimens types.

## Publication originale
- Peters & Doria, 1878 : Catalogo dei retilli e dei batraci raccolti da O. Beccari, L. M. D'Alberts e A. A. Bruijn. nella sotto-regione Austro-Malese. Annali del Museo Civico de Storia Naturale di Genova, sér. 1, vol. 13, p. 323-450 (texte intégral)